# Kasulové okno

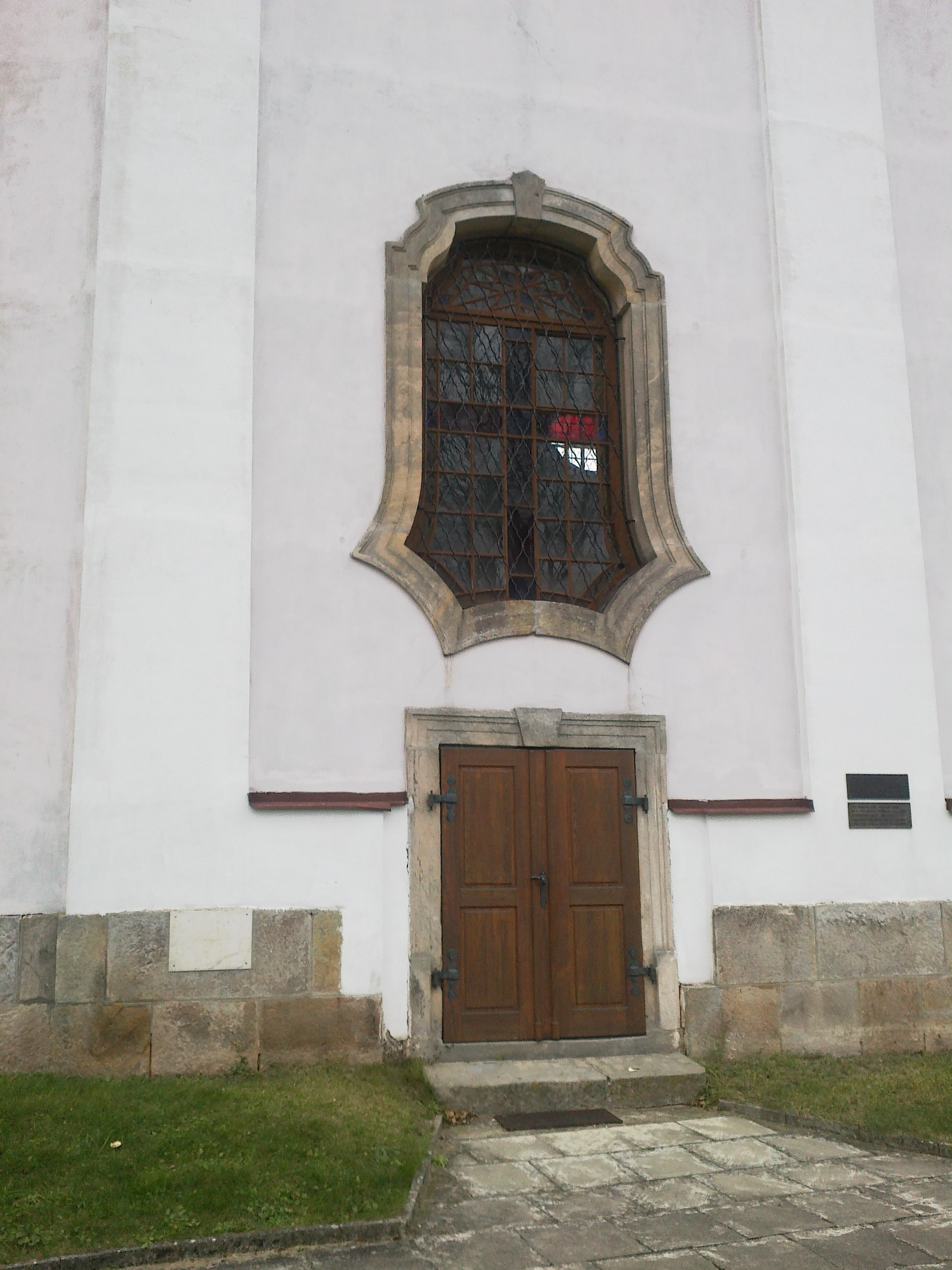
Kasulové okno
Hajnice – kostel svatého Mikuláše

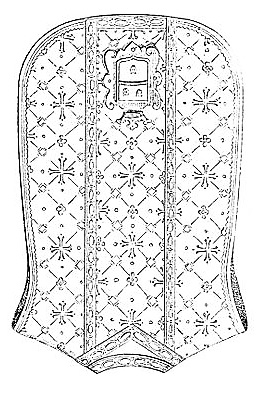
Ornát – casula
(otočený o 180 stupňů)

Kasulové okno je okenní otvor ve tvaru kněžského ornátu (lat. casula) užívaný na stavbách vrcholného baroka v 18. století. 
Vrcholné baroko je charakteristické svou dynamikou, vytvářenou zakřivenými plochami průčelí, křivkami říms apod. Kasulové okno má nejenom křivku nadokenního oblouku, ale má také různě zakřivené postranní hrany i parapet. Kasulová okna se používala především u církevních staveb, u světských staveb převážně jen jako obvykle nezasklené otvory ve štítech nebo u vikýřů.

## Příklady

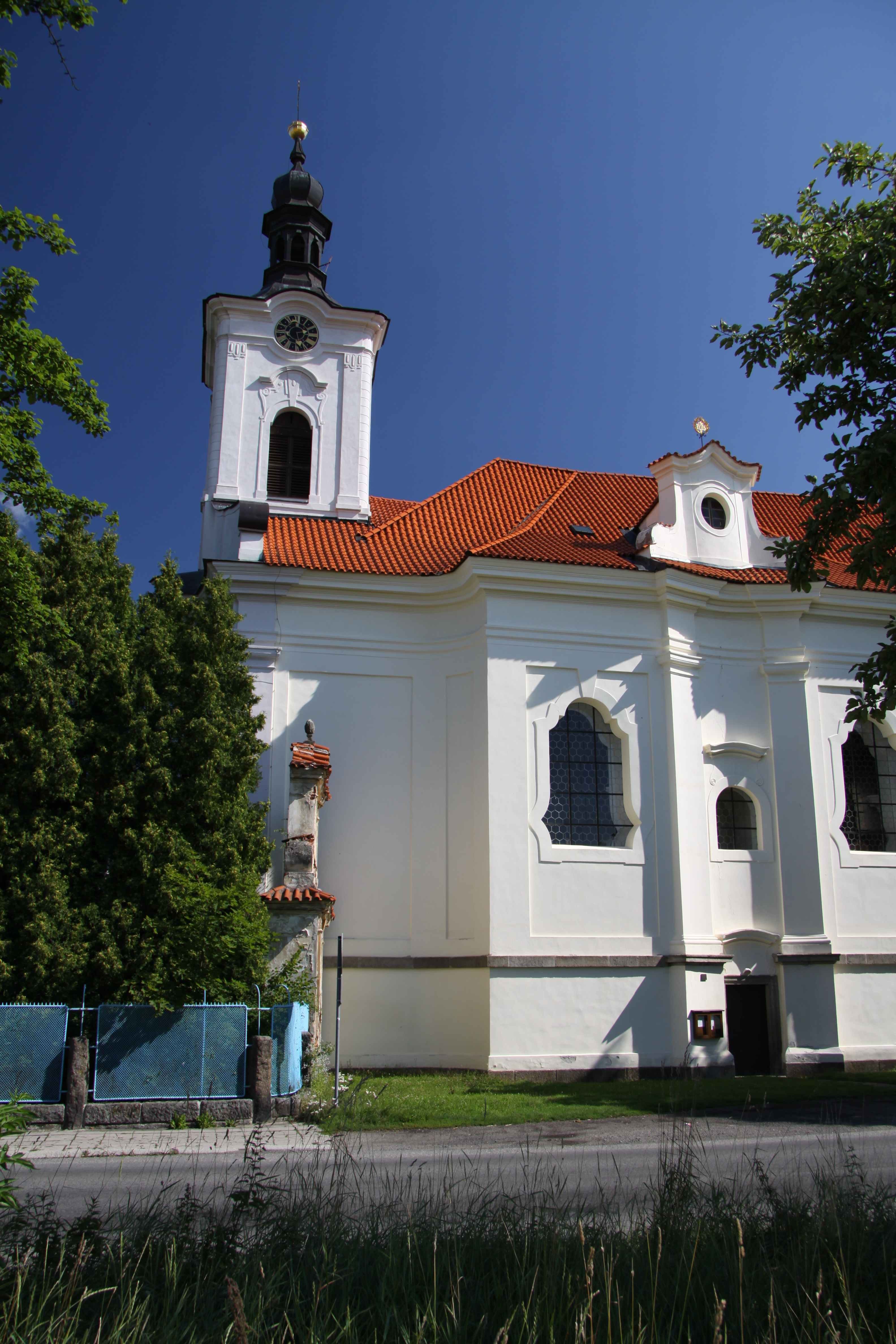
Opařany Kostel sv. Františka Xaverského
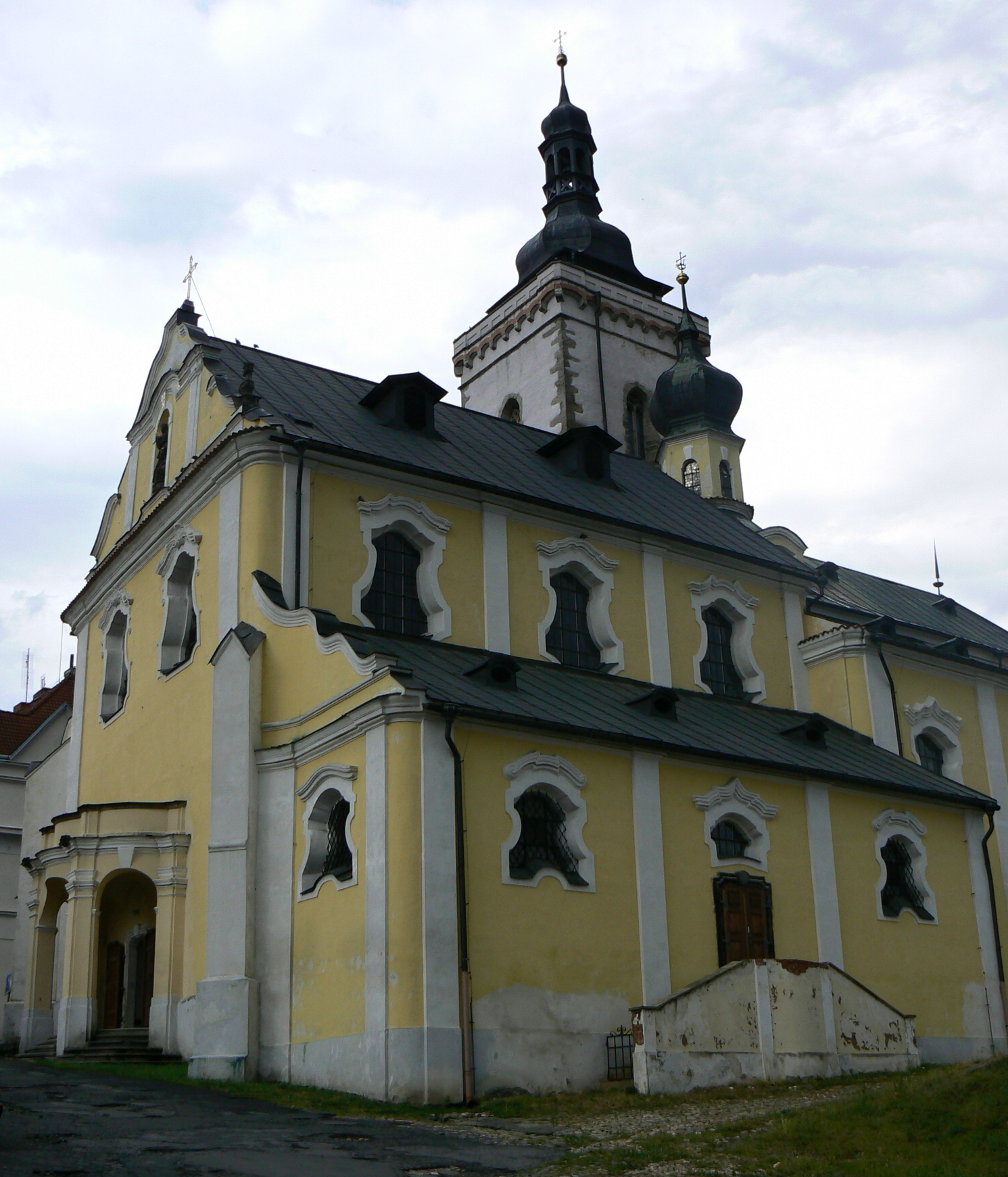
Stříbro Kostel Všech svatých
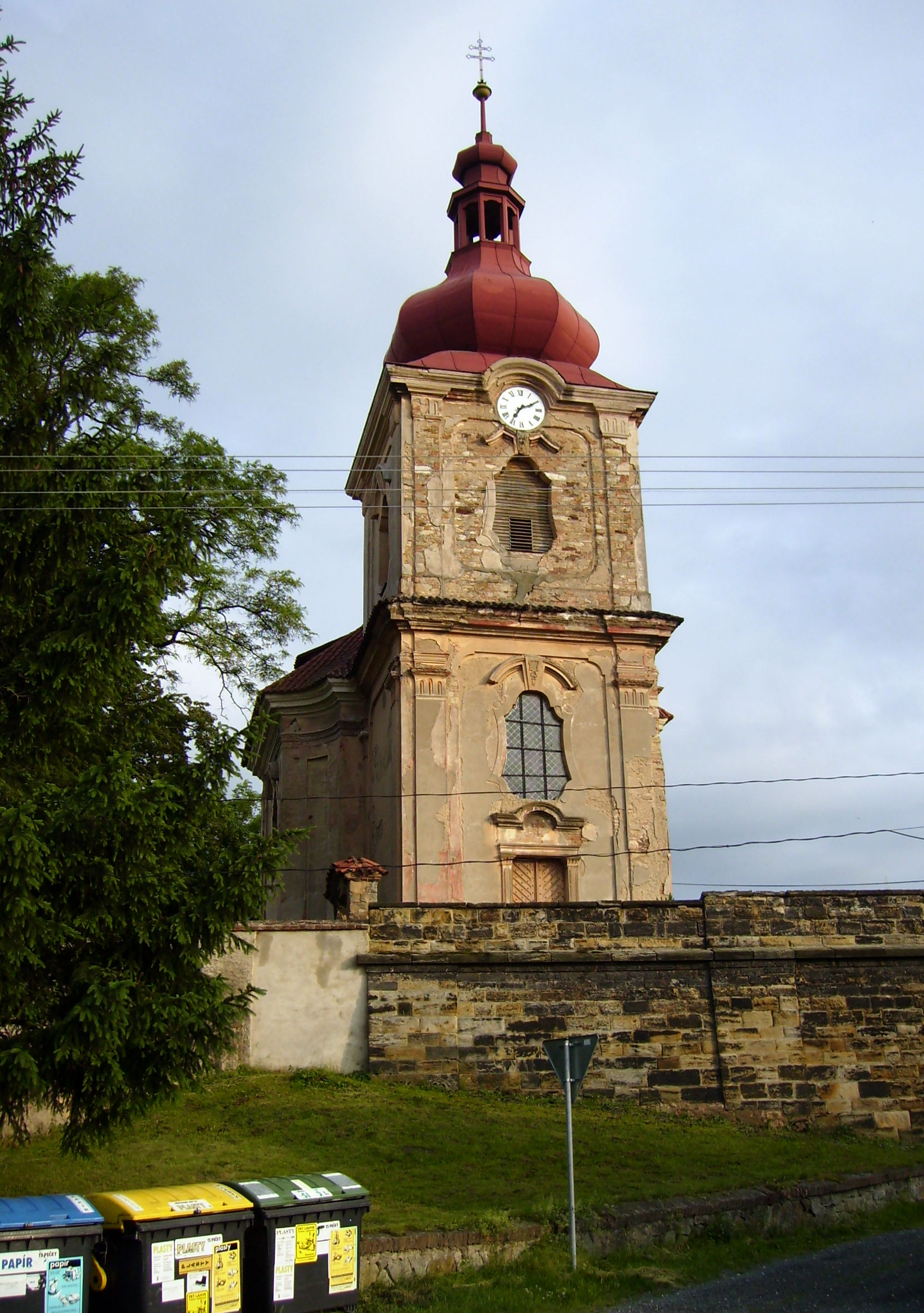
Poříčany Kostel Narození Panny Marie
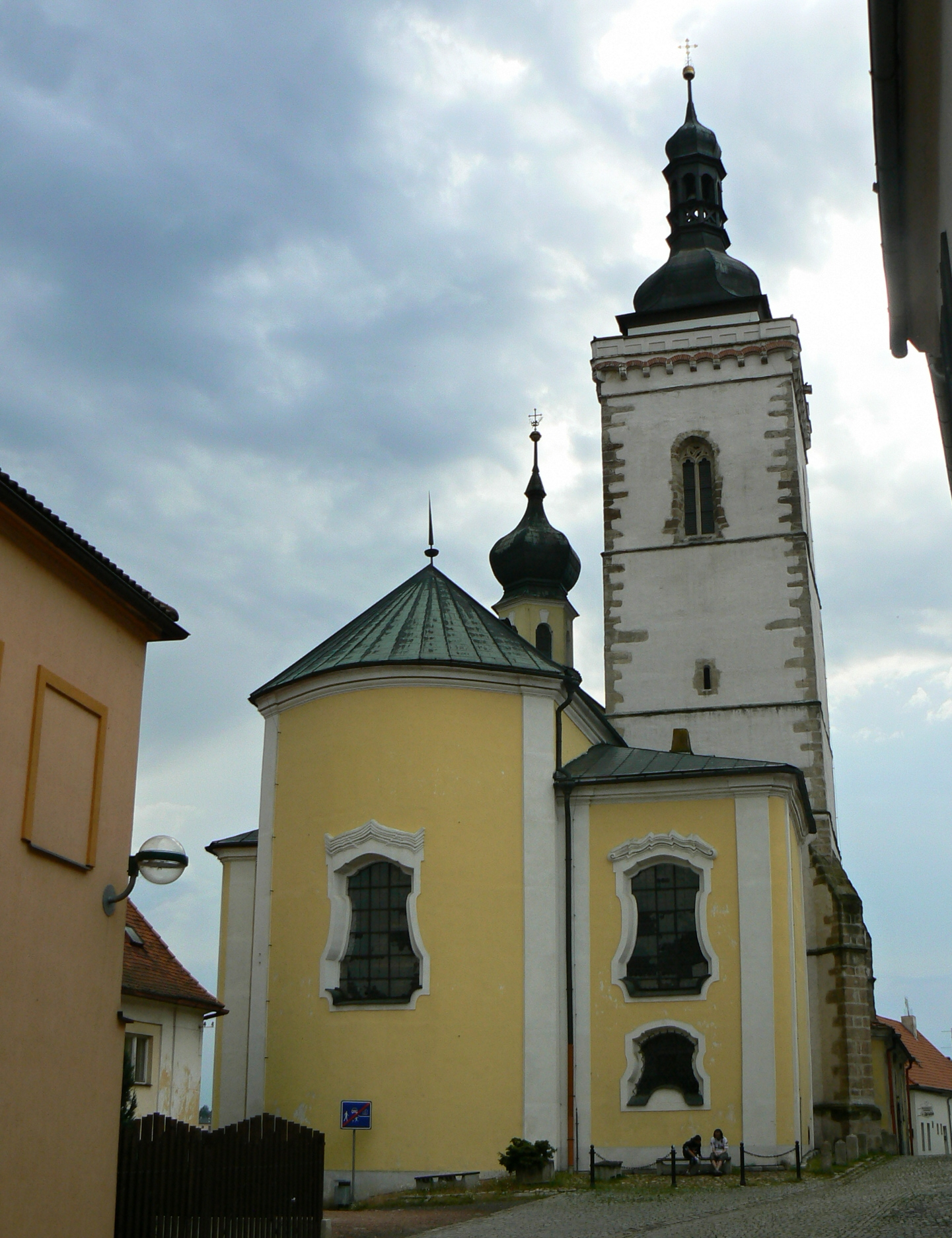
Stříbro Kostel Všech svatých
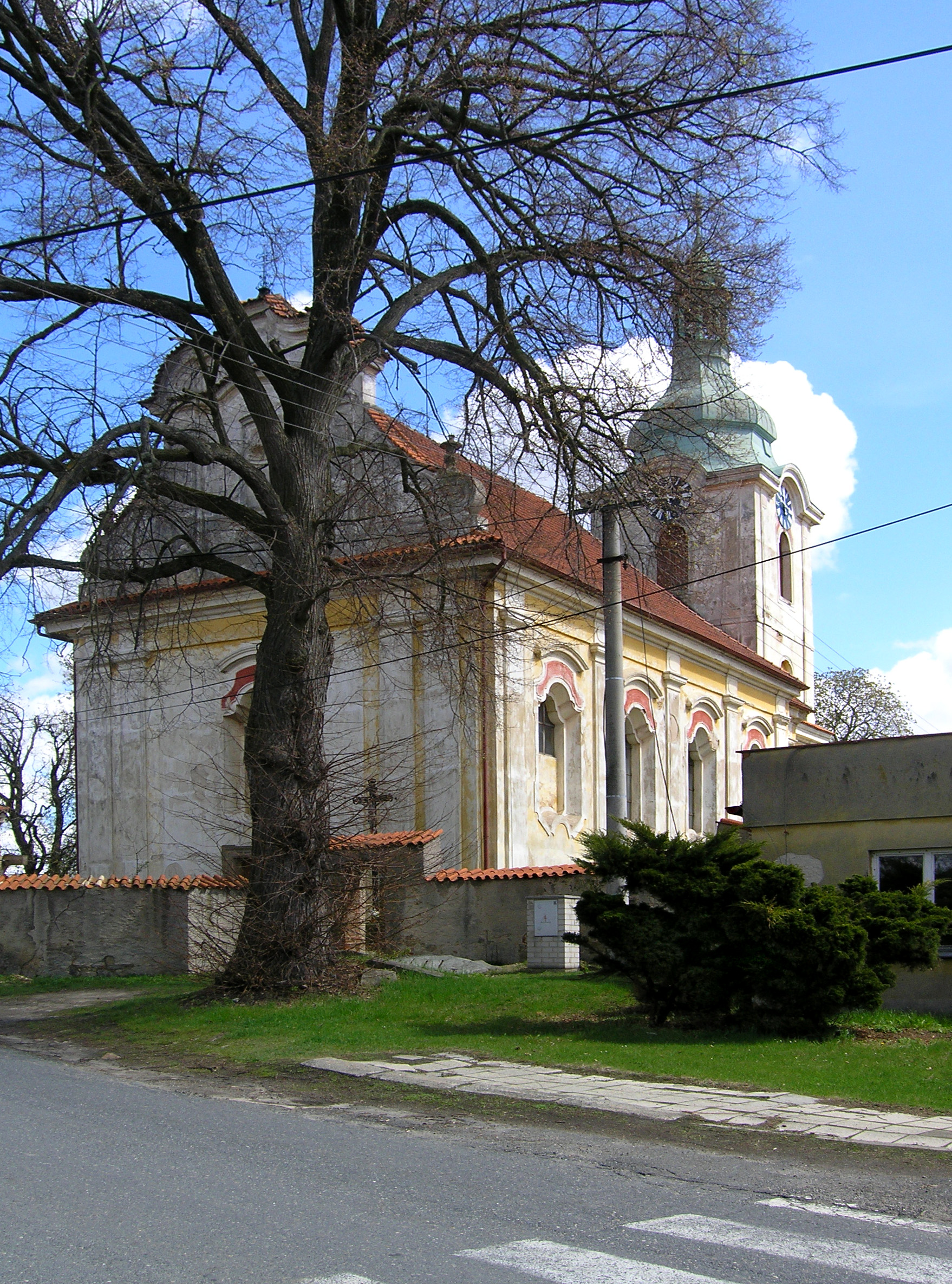
Horní Kruty Kostel sv. Václava